# Max Hirsch (Publizist)

Max Hirsch

Max Hirsch (* 30. Dezember 1832 in Halberstadt; † 26. Juni 1905 in Bad Homburg vor der Höhe) war ein deutscher Verlagsbuchhändler, Mitbegründer der Hirsch-Dunckerschen Gewerkvereine, Sozialpolitiker und Publizist, der sich besonders auch für die Arbeiterbildung engagierte.

## Leben
Der Sohn eines Handschuhmachers in Halberstadt und Cousin des bekannten jüdischen Publizisten Ludwig Philippson hat nach dem Besuch des Magdeburger Domgymnasiums in Tübingen, Heidelberg und Berlin Volkswirtschaftslehre studiert und auf diesem Gebiet auch promoviert. Sein Cousin war der Schweizer Astronom und Geodät Adolph(e) Hirsch.
Er bereiste Frankreich und Nordafrika und publizierte einige Schriften zu seinen gesammelten Eindrücken. Nach der Rückkehr begründete er in Berlin das politische Wochenblatt Der Fortschritt. 1863 ließ sich Hirsch in Magdeburg als Kaufmann und Verlagsbuchhändler nieder. Hier kam er in Kontakt mit liberalen Sozialvorstellungen, wie sie vor allem Leberecht Uhlich vertrat, und mit der sich bildenden demokratischen Vereinsbewegung. Ab 1863 stand Hirsch mit Uhlich zusammen an der Spitze des Magdeburger Arbeiterbildungsvereins. Im gleichen Jahr war er Mitbegründer des Verbandes deutscher Arbeiterbildungsvereine und 1864 bereits Mitglied seines ständigen Ausschusses.
Er gehörte der liberalen Fortschrittspartei an, die in Magdeburg eine erhebliche Anhängerschaft besaß, und trat publizistisch für deren Ziele ein. 1867 übersiedelte Hirsch nach Berlin.
Er hatte in England das dortige Genossenschaftswesen studiert und gründete nach dieser Anregung ab 1868 zusammen mit Franz Duncker und Hermann Schulze-Delitzsch Gewerkvereine, die sich 1869 im Verband der deutschen Gewerkvereine, bekannt als Hirsch-Dunckersche Gewerkvereine, vereinigten. Die in Konkurrenz zu den sozialistischen sogenannten  freien Gewerkschaften und den christlichen Gewerkschaften stehenden liberalen Gewerkvereine hatten in Berlin und Magdeburg sowie in der Provinz Sachsen und in Anhalt teilweise beträchtlichen Einfluss. Die Grundidee der Gewerkvereine war nach dem liberalen Sozialkonzept die Hilfe zur Selbsthilfe. Damit stand sie im Gegensatz zu sozialistischen Auffassungen wie auch zur staatlichen Sozialpolitik.
Der rastlos tätige Hirsch war neben seiner Tätigkeit für die Gewerkvereine auch Mitbegründer und Vorstandsmitglied verschiedener Vereine, die sich mit Volksbildung und Sozialpolitik befassten. Aus diesen Aktivitäten ragte seine organisatorische Geschäftigkeit wie auch seine Lehrtätigkeit an der von ihm maßgeblich mitbegründeten Volksuniversität, der Humboldt-Akademie, heraus. Von Bedeutung war auch sein Wirken in der deutschen Gruppe der Interparlamentarischen Friedenskonferenz und als Vorsitzender der Deutschen Friedensgesellschaft (1898–1900).
Zwischen 1869 und 1893 war Max Hirsch wiederholt Mitglied des Reichstages des Norddeutschen Bundes bzw. des Deutschen Reichstages, zunächst für die Deutsche Fortschrittspartei, später für die Deutsche Freisinnige Partei. 1898 bis 1905 gehörte er als Abgeordneter der Freisinnigen Volkspartei dem Preußischen Abgeordnetenhaus an.

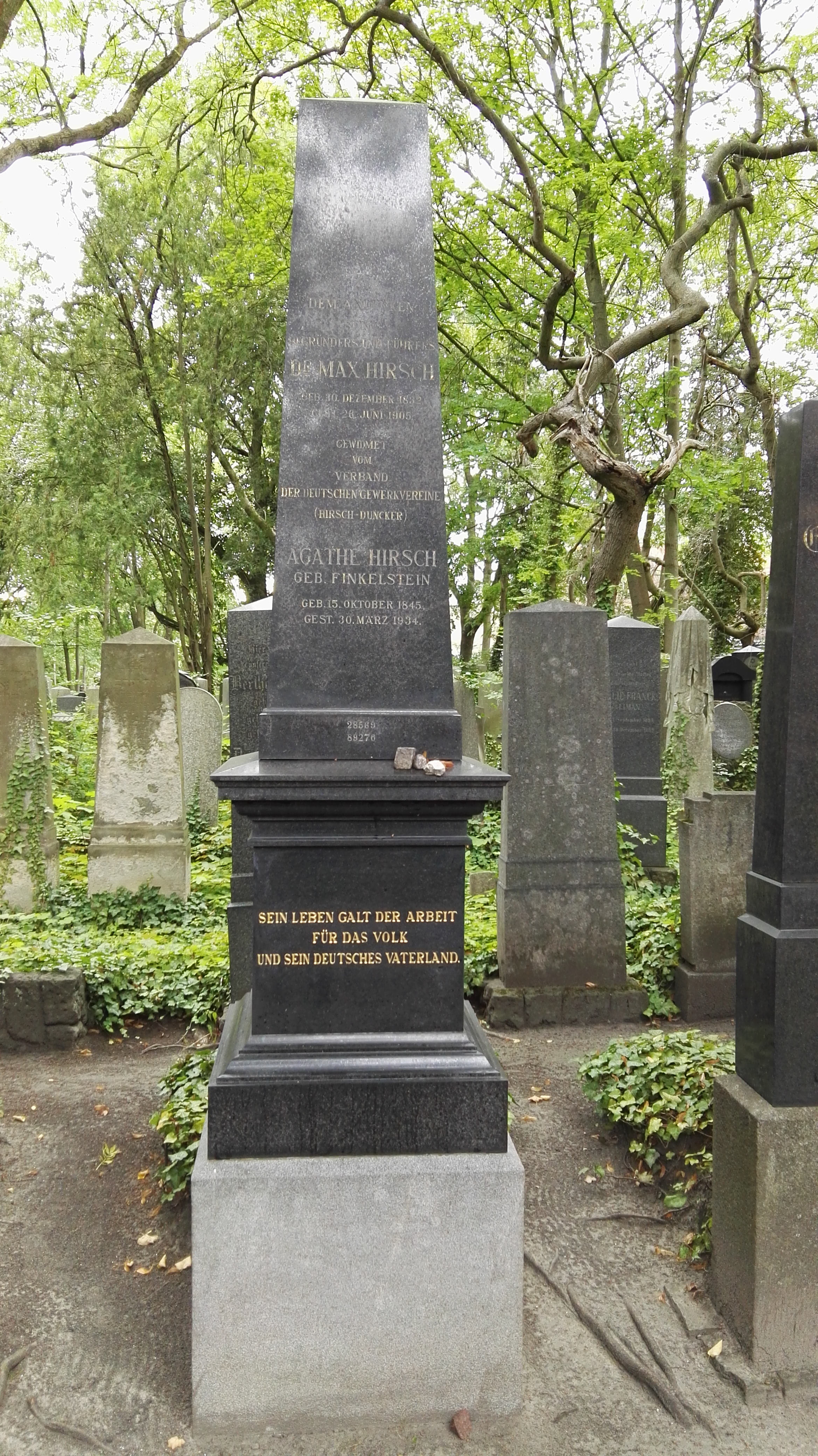
Grabmal

Sein Grab befindet sich auf dem Jüdischen Friedhof Berlin-Weißensee in der Ehrenreihe, Feld A1.

## Schriften (Auswahl)
- Skizze der volkswirthschaftlichen Zustände von Algerien. Mit Rücksicht auf die deutsche Auswanderung. Georg H. Wigand, Göttingen 1857. Digitalisat.
- Reise in das Innere von Algerien durch die Kabylie und Sahara. Grote, Hamm 1862. Digitalisat.
- Die gegenseitigen Hülfskassen und die Gesetzgebung. Mit dem Gutachten über die Gesetzentwürfe des Reichskanzleramtes und den formulirten Gesetzentwürfen des Verfassers. Franz Duncker, Berlin 1875.
- Was bezwecken die Gewerkvereine? Ein Mahn- und Merkwort für alle deutschen Handwerker und Arbeiter. Selbstverlag des Verbandes der Deutschen Gewerkvereine, Berlin 1880. Digitalisat Staatsbibliothek Berlin (15. Auflage 1891).
- Die deutschen Gewerkvereine und ihr neuester Gegner. Zur Abwehr gegen die Angriffe des Herrn Prof. L. Brentano und zur Aufklärung über die Geschichte und Leistungen der Gewerkvereine. E. Staude, Berlin 1879.
- Die hauptsächlichen Streitfragen der Arbeiterbewegung. Steinitz & Fischer, Berlin 1886.
- Arbeiterschutz insbesondere Maximalarbeitstag vom Standpunkte der Deutschen Gewerkvereine. Walther & Apolant, Berlin 1890. Digitalisat FES.
- Die Arbeiterschutz-Gesetzgebung. Leopold Freund, Breslau 1891. Digitalisat MDZ Reader.
- Die Arbeiter-Bewegung und Organisation in Deutschland. Volks-Zeitung Verlag, Berlin 1892.
- Leitfaden mit Muster-Statuten für freie Hülfskassen. J. Heine Verlag, Berlin 1892 Humboldt-Universität Berlin Digitalisat.
- Die Arbeiterfrage und die Deutschen Gewerkvereine. Festschrift zum 25-jährigen Jubiläum der Deutschen Gewerkvereine (Hirsch-Duncker). C. L. Hirschfeld, Leipzig 1893. Digitalisat MDZ Reader.
- Die Entwicklung der Arbeiterberufsvereine in Grossbritannien und Deutschland. Hermann Bahr, Berlin 1896. Digitalisat Internet Archive.
- Thätigkeit und Entwicklung der Deutschen Gewerkvereine (Hirsch-Duncker) und ihres Verbandes. Bericht insbesondere für die Jahre 1898 bis 1901 erstattet auf dem 14. Verbandstage zu Köln a.Rh. am 27. Mai 1901. Berlin 1901.
- Volkshochschulen. Ihre Ziele, Organisation, Entwicklung, Propaganda. G. Reimer, Berlin 1901.
- Der gesetzliche Arbeiterschutz im Deutschen Reiche. Zusammengefügt und kurz erläutert. Verband der Deutschen Gewerkvereine, Berlin 1903.